# بلک ریور (شهرستان مارکت)
بلک ریور (مارکت کانتی) (به انگلیسی: Black River (Marquette County)) رودخانه‌ای است که در ایالات متحده آمریکا جریان دارد.